# 倉本千奈美
倉本 千奈美（くらもと ちなみ、1974年6月7日 - ）は、日本のAV女優。福岡県出身。B88/W57/H88（デビュー時）。
資料によってはプロフィールを「1975年3月31日生まれ、東京都出身」としているものや、異なるスリーサイズを記載しているものがある。

## 略歴
1990年代に活動した。1994年11月、『潮吹き姫』（バズーカ）でデビュー。
1995年には高口里純の女性向けコミックを原作とするオリジナルビデオ『少年濡れやすく恋成りがたし』で、主人公の高校生を誘惑する女教師役を演じる。

## 作品

### アダルトビデオ（オリジナル作品）
- 潮吹き姫（1994年11月27日、バズーカ）
- マドンナメイト特撮版 実話痴漢物語 II 処女喪失編（1994年11月、マドンナメイト）共演：井上まこ、西嶋綾香
- 超淫 世紀末女子大生・千奈美（1995年1月15日、バズーカ）
- エロ狂い変態女（1995年2月28日、アテナ）
- お尻クラブ 3（1995年3月26日、宇宙企画）共演：渡辺美乃、姫ノ木杏奈
- 無敵の淫ら嬢（1995年3月31日、アテナ）
- 過激ホンバン女子大生（発売年月日不明､Tactics）
- 制服奴隷 III（1995年8月8日、シネマジック) 共演：小山美由紀､吉竹めぐみ
- 狙われた隷嬢　美巨乳狩り（1995年8月、BIZZARE CLUB （笠倉出版社））

### アダルトビデオ（主要編集作品）
- 制服奴隷（2006年4月21日、シネマジック）『制服奴隷 III』をフル収録

### イメージビデオ
- シュールな告白（発売年月日不明、マスコット）

### オリジナルビデオ
- 少年濡れやすく恋成りがたし　（1995年8月1日、日本コロムビア）

## 書籍

### 写真集
- 麗花淫肉恥縛　（1996年4月15日発行、撮影：田中欣一、黒田出版興文社 ISBN 9784876732630 ）
- 超実物大　（1998年1月5日発行、撮影：野川イサム、ブックマン社 ISBN 4893083368 オムニバス）